# Jonzac
Jonzac je francouzská obec v departementu Charente-Maritime v regionu Poitou-Charentes. V roce 2010 zde žilo 3 480 obyvatel. Je centrem arrondissementu Jonzac.

## Vývoj počtu obyvatel
Počet obyvatel